# Erecula novemdentata
Erecula novemdentata is een hooiwagen uit de familie Assamiidae.